# 城市联合网络电视台
城市联合网络电视台（China United Television 简称 城视网、CUTV）是中国一家以新兴信息网络为节目传播载体的新形态广播电视播出机构，是在深圳广电集团发起下，由42家中国区域广电媒体联合组建，于2011年8月25日开播。现由华夏城视网络电视股份有限公司负责实际运营。总部设在广东省深圳市。

## 历史
- 2010年5月16日 在城市电视台新媒体发展战略论坛上，由深圳广电集团发起，25家以城市电视台为主的地区性媒体签署宣言，共同成立“城市新媒体联合体”并筹备开办“城市联合网络电视台”。[1][2]
- 2010年12月   国家广播电影电视总局正式下发批复（广局【2010】586号），同意开办城市联合网络电视台。[3]
- 2011年2月14日   运营实体华夏城视网络电视股份有限公司在深圳正式成立。
- 2011年8月25日 城市联合网络电视台在北京正式开播。[4]

## 平台模式
城市联合网络电视台通过共享网络电视牌照资源、内容资源和技术资源的模式。降低城市台新媒体建设成本和运营成本，解决各地城市台发展新媒体所遇到的资金、资源、人才及规模不足等共性问题，快速提升各城市台新媒体的竞争力、品牌影响力、媒体公信力和广告价值，共同实现自身新媒体战略。
目前提供的节目内容绝大多数来自成员台，但不定期有部分自制节目会在城视网播放。

## 成员媒体
城市联合网络电视台目前的成员台及紧密合作媒体如下
- 深圳广电集团
- 湖北广播电视台
- 南京广播电视台
- 苏州广播电视总台
- 宁波广播电视集团
- 南通广播电视台
- 台州廣播電視總台
- 青岛市广播电视台
- 济南广播电视台
- 大连广播电视台
- 汕头市广播电视台
- 兰州市广播电视总台
- 南通广播电视台
- 珠海广播电视台
- 武汉广播电视台
- 绍兴广播电视总台
- 石家庄广播电视台
- 柳州广播电视台
- 荆州电视台
- 南宁电视台
- 呼和浩特广播电视台
- 郑州电视台
- 西宁广播电视台
- 阳泉市广播电视台
- 贵阳广播电视台
- 太原广播电视台

## 收看方式
- 网上收看（http://tv.cutv.com/）%5B%5D
- 城视网客户端

## 相关网站
城视网官方网站 （页面存档备份，存于）